# جاست دانس كيدز 2
جاست دانس كيدز 2 (بالإنجليزية: Just Dance Kids 2)‏ ، هي الجزء الثاني من سلسلة الفرعية للعبة جاست دانس كيدز، والتي أنتجت سنة 2011م بالولايات المتحدة الأمريكية، وتعمل لأنظمة نينتندو وي وبلاي ستيشن 3 وإكس بوكس 360. The game was released on October 25, 2011 and contains 40 songs.